# تاماغون المستشار
تاماغون المستشار (باليابانية: かいけつタマゴン، النطق: كايكِتسو تاماغون)، المعروف أيضًا باسم إيجزافير الإيجاسوروس، هو مسلسل أنمي تلفزيوني ياباني من إنتاج شركة تاتسونكو برودكشن. عُرض المسلسل إلى جانب هيبو وتوماس كجزء من فقرة تيك تاك تونز.

## ملخص القصة
تصف شركة تاتسونكو المسلسل كما يلي: تاماغون وحش لطيف يحب البيض. يعمل كمستشار لمن يواجهون مشاكل، ويطلب فقط البيض كأجر له. يبدأ عمله فور تناول أجره من البيض. ومع ذلك، رغم مخططاته، تنتهي خدماته غالبًا بالفشل وينتهي به المطاف وهو مطارد من قبل زبائنه الغاضبين. وبرغم قصر حلقاته، فإن البرنامج مليء بالضحكات الحيوية والفكاهة.

## طاقم التمثيل الياباني
- السرد الصوتي: هيروشي أوتاكي
- تورو أوهيرا بدور تاماغون